# The Uppsala-ESO Survey of Asteroids and Comets

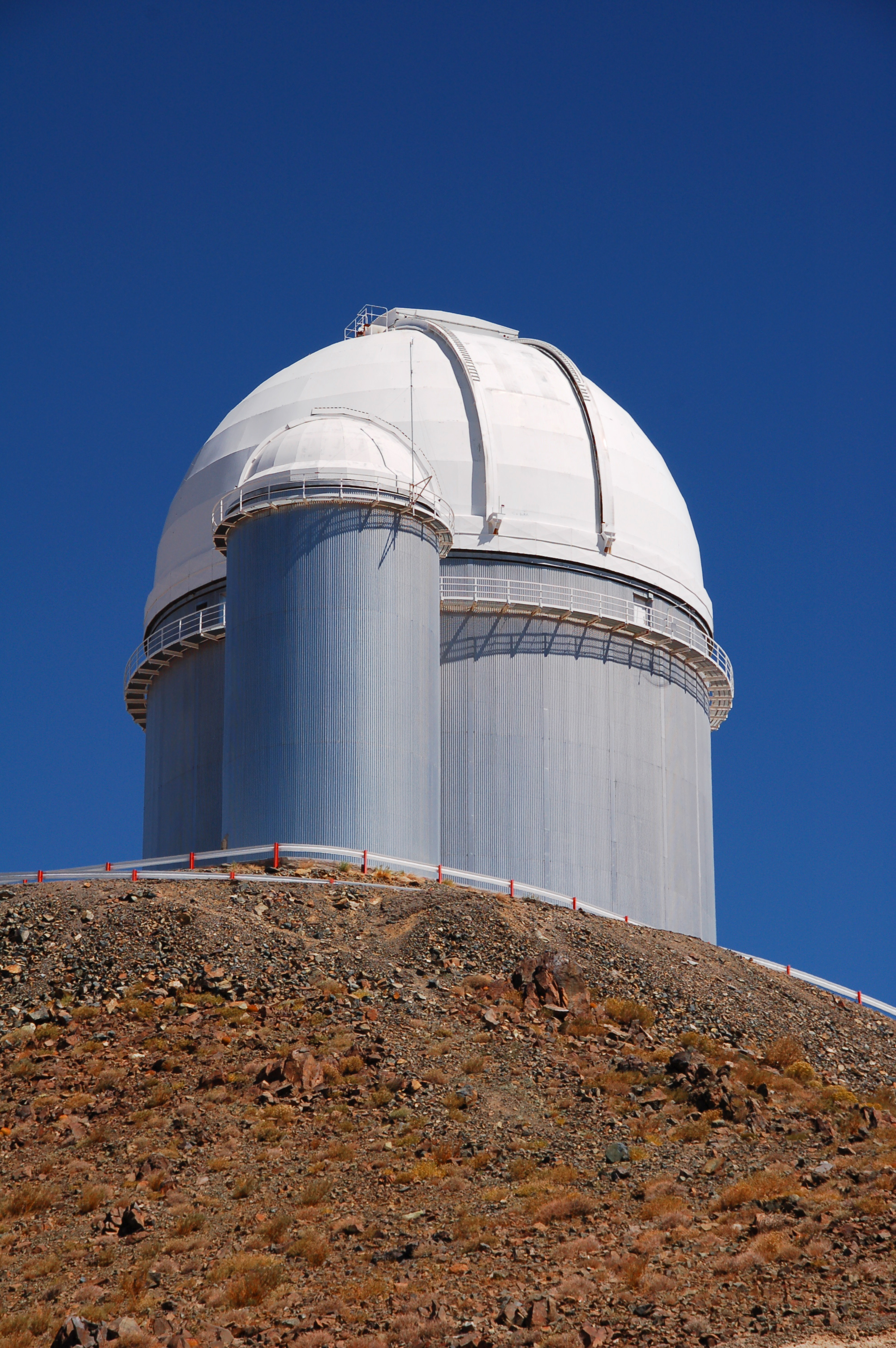
3,6-metersteleskopet vid ESO-observatoriet i La Silla i Chile.

The Uppsala-ESO Survey of Asteroids and Comets, (UESAC) var ett projekt för att finna asteroider och kometer under 1992 och 1993, vid Jupiters opposition respektive år.
Projektet använde teleskop vid Europeiska sydobservatoriet i Chile och Siding Spring-observatoriet i Australien. Under projektet positionsbestämdes 15 000 objekt som rörde sig på stjärnhimlen. Omloppsbanan har beräknats för 2 500 asteroider. 1 200 nyupptäckta asteroider hade 2006 fått en numrering, vilket är ett erkännande att omloppsbanan är någorlunda säkert fastställd.
Numreringen sträcker sig från 6102 Visby till 1993 FD53 (120498) .
Medverkande var:
- Claes-Ingvar Lagerkvist
- Mats Lindgren
- Olof Hernius
- Gonzalo Tancredi

| 6102 Visby            | 21 mars 1993     |
| 6252 Montevideo       | 6 mars 1992      |
| 6273 Kiruna           | 1 mars 1992      |
| 6528 Boden            | 21 mars 1993     |
| 6654 Luleå            | 29 februari 1992 |
| 6666 Fro              | 19 mars 1993     |
| 6739 Tarendo          | 19 mars 1993     |
| 6795 Örnsköldsvik     | 17 mars 1993     |
| 6796 Sundsvall        | 21 mars 1993     |
| 6797 Östersund        | 21 mars 1993     |
| 7248 Älvsjö           | 1 mars 1992      |
| 7292 Prosperin        | 1 mars 1992      |
| (7348) 1993 FJ22      | 21 mars 1993     |
| 7431 Jettaguilar      | 19 mars 1993     |
| (7473) 1992 EC4       | 1 mars 1992      |
| 7528 Huskvarna        | 19 mars 1993     |
| 7595 Växjö            | 21 mars 1993     |
| 7704 Dellen           | 1 mars 1992      |
| 7705 Humeln           | 17 mars 1993     |
| 7706 Mien             | 19 mars 1993     |
| 7770 Siljan           | 2 mars 1992      |
| 7771 Tvären           | 2 mars 1992      |
| (7772) 1992 EQ15      | 1 mars 1992      |
| (7832) 1993 FA27      | 21 mars 1993     |
| 7833 Nilstamm         | 19 mars 1993     |
| (7879) 1992 EX17      | 3 mars 1992      |
| (7882) 1993 FL6       | 17 mars 1993     |
| (8092) 1992 DC10      | 29 februari 1992 |
| (8178) 1992 DQ10      | 29 februari 1992 |
| (8179) 1992 EA7       | 1 mars 1992      |
| (8287) 1992 EJ4       | 1 mars 1992      |
| (8288) 1992 ED17      | 1 mars 1992      |
| (8388) 1993 FO6       | 17 mars 1993     |
| (8389) 1993 FT37      | 19 mars 1993     |
| (8390) 1993 FE48      | 19 mars 1993     |
| (8518) 1992 DM6       | 29 februari 1992 |
| (8519) 1992 DB10      | 29 februari 1992 |
| (8520) 1992 EC12      | 6 mars 1992      |
| 8540 Ardeberg         | 17 mars 1993     |
| 8677 Charlier         | 2 mars 1992      |
| 8678 Bal              | 1 mars 1992      |
| 8679 Tingstäde        | 2 mars 1992      |
| 8680 Rone             | 2 mars 1992      |
| 8681 Burs             | 2 mars 1992      |
| 8682 Kraklingbo       | 2 mars 1992      |
| 8683 Sjolander        | 2 mars 1992      |
| 8695 Bergvall         | 17 mars 1993     |
| 8696 Kjeriksson       | 17 mars 1993     |
| 8697 Olofsson         | 21 mars 1993     |
| 8698 Bertilpettersson | 19 mars 1993     |

| (8699) 1993 FO48    | 19 mars 1993     |
| 8868 Hjorter        | 1 mars 1992      |
| 8869 Olausgutho     | 6 mars 1992      |
| 8870 von Zeipel     | 6 mars 1992      |
| 8871 Svanberg       | 1 mars 1992      |
| (8878) 1993 FN16    | 17 mars 1993     |
| (8879) 1993 FN20    | 19 mars 1993     |
| (8880) 1993 FT33    | 19 mars 1993     |
| 8881 Prialnik       | 19 mars 1993     |
| 9055 Edvardsson     | 29 februari 1992 |
| 9056 Piskunov       | 1 mars 1992      |
| (9066) 1993 FR34    | 19 mars 1993     |
| (9200) 1993 FK21    | 21 mars 1993     |
| (9201) 1993 FU39    | 19 mars 1993     |
| 9358 Fårö           | 29 februari 1992 |
| 9359 Fleringe       | 6 mars 1992      |
| (9360) 1992 EV13    | 2 mars 1992      |
| (9361) 1992 EM18    | 3 mars 1992      |
| (9370) 1993 FC22    | 21 mars 1993     |
| (9371) 1993 FV31    | 19 mars 1993     |
| 9372 Vamlingbo      | 19 mars 1993     |
| 9373 Hamra          | 19 mars 1993     |
| 9374 Sundre         | 19 mars 1993     |
| (9607) 1992 DS6     | 29 februari 1992 |
| 9617 Grahamchapman  | 17 mars 1993     |
| 9618 Johncleese     | 17 mars 1993     |
| 9619 Terrygilliam   | 17 mars 1993     |
| 9620 Ericidle       | 17 mars 1993     |
| 9621 Michaelpalin   | 21 mars 1993     |
| 9622 Terryjones     | 21 mars 1993     |
| 9623 Karlsson       | 21 mars 1993     |
| (9624) 1993 FH38    | 19 mars 1993     |
| (9771) 1993 FU17    | 17 mars 1993     |
| (9874) 1993 FG23    | 21 mars 1993     |
| (9875) 1993 FH25    | 21 mars 1993     |
| (9876) 1993 FY37    | 19 mars 1993     |
| (9966) 1992 ES13    | 2 mars 1992      |
| 10102 Digerhuvud    | 29 februari 1992 |
| 10103 Jungfrun      | 29 februari 1992 |
| 10104 Hoburgsgubben | 2 mars 1992      |
| 10105 Holmhallar    | 6 mars 1992      |
| 10106 Lergrav       | 1 mars 1992      |
| 10123 Fideoja       | 17 mars 1993     |
| 10124 Hemse         | 21 mars 1993     |
| 10125 Stenkyrka     | 21 mars 1993     |
| 10126 Larbro        | 21 mars 1993     |
| 10127 Frojel        | 21 mars 1993     |
| 10128 Bro           | 19 mars 1993     |
| 10129 Fole          | 19 mars 1993     |
| 10130 Ardre         | 19 mars 1993     |

| 10131 Stanga        | 21 mars 1993     |
| 10132 Lummelunda    | 20 mars 1993     |
| (10345) 1992 DC11   | 29 februari 1992 |
| 10544 Horsnebara    | 29 februari 1992 |
| 10545 Kallunge      | 2 mars 1992      |
| 10553 Stenkumla     | 17 mars 1993     |
| 10554 Vasterhejde   | 19 mars 1993     |
| 10794 Vange         | 29 februari 1992 |
| 10795 Babben        | 1 mars 1992      |
| 10796 Sollerman     | 2 mars 1992      |
| 10807 Uggarde       | 17 mars 1993     |
| 10808 Digerrojr     | 17 mars 1993     |
| 10809 Majsterrojr   | 17 mars 1993     |
| 10810 Lejsturojr    | 17 mars 1993     |
| 10811 Lau           | 17 mars 1993     |
| 10812 Grotlingbo    | 21 mars 1993     |
| 10813 Masterby      | 19 mars 1993     |
| 10814 Gnisvard      | 19 mars 1993     |
| 10815 Ostergarn     | 19 mars 1993     |
| (10816) 1993 FZ35   | 19 mars 1993     |
| (10817) 1993 FR44   | 21 mars 1993     |
| (10818) 1993 FK81   | 18 mars 1993     |
| 11069 Bellqvist     | 1 mars 1992      |
| (11070) 1992 EV9    | 2 mars 1992      |
| (11071) 1992 EU14   | 1 mars 1992      |
| 11081 Persave       | 21 mars 1993     |
| 11295 Gustaflarsson | 8 mars 1992      |
| 11305 Ahlqvist      | 17 mars 1993     |
| 11306 Akesson       | 17 mars 1993     |
| 11307 Erikolsson    | 19 mars 1993     |
| 11308 Tofta         | 21 mars 1993     |
| (11531) 1992 DL7    | 29 februari 1992 |
| 11532 Gullin        | 1 mars 1992      |
| 11533 Akeback       | 1 mars 1992      |
| (11534) 1992 EB16   | 1 mars 1992      |
| (11535) 1992 EQ27   | 4 mars 1992      |
| (11557) 1993 FO8    | 17 mars 1993     |
| (11558) 1993 FY8    | 17 mars 1993     |
| (11559) 1993 FS23   | 21 mars 1993     |
| (11560) 1993 FU24   | 21 mars 1993     |
| (11561) 1993 FZ24   | 21 mars 1993     |
| (11562) 1993 FU33   | 19 mars 1993     |
| (11563) 1993 FO36   | 19 mars 1993     |
| (11564) 1993 FU41   | 19 mars 1993     |
| (11565) 1993 FD51   | 19 mars 1993     |
| (11566) 1993 FU51   | 17 mars 1993     |
| (11567) 1993 FF82   | 19 mars 1993     |
| 11907 Naranen       | 2 mars 1992      |
| 11934 Lundgren      | 17 mars 1993     |
| 11935 Olakarlsson   | 17 mars 1993     |

| 11936 Tremolizzo     | 17 mars 1993     |
| (11937) 1993 FF16    | 17 mars 1993     |
| (11938) 1993 FZ26    | 21 mars 1993     |
| (11939) 1993 FH36    | 19 mars 1993     |
| 12311 Ingemyr        | 1 mars 1992      |
| 12312 Vate           | 2 mars 1992      |
| (12313) 1992 EX10    | 6 mars 1992      |
| (12314) 1992 EE14    | 2 mars 1992      |
| (12345) 1993 FT8     | 17 mars 1993     |
| (12346) 1993 FK25    | 21 mars 1993     |
| (12347) 1993 FW37    | 19 mars 1993     |
| (12348) 1993 FX40    | 19 mars 1993     |
| (12739) 1992 DY7     | 29 februari 1992 |
| (12740) 1992 EX8     | 2 mars 1992      |
| (12741) 1992 EU30    | 1 mars 1992      |
| 12752 Kvarnis        | 19 mars 1993     |
| (13080) 1992 EZ7     | 2 mars 1992      |
| (13081) 1992 EW9     | 2 mars 1992      |
| 13082 Gutierrez      | 6 mars 1992      |
| (13083) 1992 EE32    | 2 mars 1992      |
| (13098) 1993 FM6     | 17 mars 1993     |
| (13099) 1993 FO7     | 17 mars 1993     |
| (13100) 1993 FB10    | 17 mars 1993     |
| 13101 Fransson       | 19 mars 1993     |
| (13102) 1993 FU11    | 17 mars 1993     |
| (13103) 1993 FR12    | 17 mars 1993     |
| (13104) 1993 FV24    | 21 mars 1993     |
| (13105) 1993 FO27    | 21 mars 1993     |
| (13106) 1993 FV48    | 19 mars 1993     |
| (13107) 1993 FE59    | 19 mars 1993     |
| (13108) 1993 FD82    | 19 mars 1993     |
| (13544) 1992 DU5     | 29 februari 1992 |
| (13545) 1992 DZ5     | 29 februari 1992 |
| (13546) 1992 DF8     | 29 februari 1992 |
| (13547) 1992 DJ8     | 29 februari 1992 |
| (13549) 1992 EW7     | 2 mars 1992      |
| (13550) 1992 EX9     | 2 mars 1992      |
| (13570) 1993 FH7     | 17 mars 1993     |
| (13571) 1993 FT7     | 17 mars 1993     |
| (13572) 1993 FS12    | 17 mars 1993     |
| (13573) 1993 FZ18    | 17 mars 1993     |
| (13574) 1993 FX79    | 21 mars 1993     |
| (13976) 1992 EZ6     | 1 mars 1992      |
| 13991 Kenphillips    | 17 mars 1993     |
| 13992 Cesarebarbieri | 17 mars 1993     |
| 13993 Clemenssimmer  | 17 mars 1993     |
| 13994 Tuominen       | 17 mars 1993     |
| 13995 Toravere       | 19 mars 1993     |
| (13996) 1993 FH20    | 19 mars 1993     |
| (13997) 1993 FB32    | 19 mars 1993     |

| (13998) 1993 FL39 | 19 mars 1993     |
| (13999) 1993 FH43 | 19 mars 1993     |
| (14000) 1993 FZ55 | 17 mars 1993     |
| (14431) 1992 DX8  | 29 februari 1992 |
| (14432) 1992 EA6  | 2 mars 1992      |
| (14433) 1992 EE8  | 2 mars 1992      |
| (14434) 1992 ER11 | 6 mars 1992      |
| (14435) 1992 ED13 | 2 mars 1992      |
| (14453) 1993 FV7  | 17 mars 1993     |
| (14454) 1993 FX17 | 17 mars 1993     |
| (14455) 1993 FB18 | 17 mars 1993     |
| (14456) 1993 FK20 | 19 mars 1993     |
| (14457) 1993 FR23 | 21 mars 1993     |
| (14458) 1993 FX25 | 21 mars 1993     |
| (14459) 1993 FY27 | 21 mars 1993     |
| (14460) 1993 FZ40 | 19 mars 1993     |
| (14461) 1993 FL54 | 17 mars 1993     |
| (14893) 1992 DN6  | 29 februari 1992 |
| (14894) 1992 EA8  | 2 mars 1992      |
| (14895) 1992 EJ24 | 2 mars 1992      |
| (14896) 1992 EB26 | 8 mars 1992      |
| (14904) 1993 FM14 | 17 mars 1993     |
| (14905) 1993 FV27 | 21 mars 1993     |
| (15298) 1992 EB13 | 2 mars 1992      |
| (15299) 1992 ER17 | 1 mars 1992      |
| (15308) 1993 FR4  | 17 mars 1993     |
| (15309) 1993 FZ7  | 17 mars 1993     |
| (15310) 1993 FT19 | 17 mars 1993     |
| (15311) 1993 FZ22 | 21 mars 1993     |
| (15312) 1993 FH27 | 21 mars 1993     |
| (15313) 1993 FM28 | 21 mars 1993     |
| (15314) 1993 FL34 | 17 mars 1993     |
| (15315) 1993 FX35 | 19 mars 1993     |
| (15753) 1992 DD10 | 29 februari 1992 |
| (15755) 1992 ET5  | 2 mars 1992      |
| (15756) 1992 ET9  | 2 mars 1992      |
| (15757) 1992 EJ13 | 2 mars 1992      |
| (15767) 1993 FN7  | 17 mars 1993     |
| (15768) 1993 FW11 | 17 mars 1993     |
| (15769) 1993 FP23 | 21 mars 1993     |
| (15770) 1993 FL29 | 21 mars 1993     |
| (15771) 1993 FS34 | 19 mars 1993     |
| (15772) 1993 FW34 | 19 mars 1993     |
| (15773) 1993 FO37 | 19 mars 1993     |
| (15774) 1993 FK38 | 19 mars 1993     |
| (15775) 1993 FA49 | 19 mars 1993     |
| (16568) 1992 DX5  | 29 februari 1992 |
| (16569) 1992 DA10 | 29 februari 1992 |
| (16570) 1992 DE11 | 29 februari 1992 |
| (16572) 1992 EU5  | 2 mars 1992      |

| (16573) 1992 EC10 | 2 mars 1992      |
| (16574) 1992 EU10 | 6 mars 1992      |
| (16575) 1992 EH11 | 6 mars 1992      |
| (16576) 1992 EY11 | 6 mars 1992      |
| (16577) 1992 ET23 | 2 mars 1992      |
| (16603) 1993 FG6  | 17 mars 1993     |
| (16604) 1993 FQ10 | 17 mars 1993     |
| (16605) 1993 FR10 | 17 mars 1993     |
| (16606) 1993 FH11 | 17 mars 1993     |
| (16607) 1993 FN12 | 17 mars 1993     |
| (16608) 1993 FA23 | 21 mars 1993     |
| (16609) 1993 FB23 | 21 mars 1993     |
| (16610) 1993 FV23 | 21 mars 1993     |
| (16611) 1993 FY23 | 21 mars 1993     |
| (16612) 1993 FF25 | 21 mars 1993     |
| (16613) 1993 FD28 | 21 mars 1993     |
| (16614) 1993 FS35 | 19 mars 1993     |
| (16615) 1993 FW40 | 19 mars 1993     |
| (16616) 1993 FB44 | 19 mars 1993     |
| (16617) 1993 FC48 | 19 mars 1993     |
| (16618) 1993 FX52 | 17 mars 1993     |
| (16619) 1993 FR58 | 19 mars 1993     |
| (16620) 1993 FE78 | 21 mars 1993     |
| (16621) 1993 FA84 | 23 mars 1993     |
| (17497) 1992 DO6  | 29 februari 1992 |
| (17498) 1992 EP4  | 1 mars 1992      |
| (17499) 1992 EJ5  | 1 mars 1992      |
| (17500) 1992 EQ10 | 6 mars 1992      |
| (17524) 1993 FS4  | 17 mars 1993     |
| (17525) 1993 FH5  | 17 mars 1993     |
| (17526) 1993 FV5  | 17 mars 1993     |
| (17527) 1993 FC14 | 17 mars 1993     |
| (17528) 1993 FX14 | 17 mars 1993     |
| (17529) 1993 FJ23 | 21 mars 1993     |
| (17530) 1993 FZ23 | 21 mars 1993     |
| (17531) 1993 FU25 | 21 mars 1993     |
| (17532) 1993 FD34 | 19 mars 1993     |
| (17533) 1993 FR36 | 19 mars 1993     |
| (17534) 1993 FB40 | 19 mars 1993     |
| (17535) 1993 FF40 | 19 mars 1993     |
| (17536) 1993 FM40 | 19 mars 1993     |
| (17537) 1993 FN40 | 19 mars 1993     |
| (17538) 1993 FZ44 | 19 mars 1993     |
| (17539) 1993 FR46 | 19 mars 1993     |
| (17540) 1993 FX81 | 18 mars 1993     |
| (18382) 1992 EG22 | 1 mars 1992      |
| (18383) 1992 ER28 | 8 mars 1992      |
| (18384) 1992 ES28 | 8 mars 1992      |
| (18385) 1992 EG31 | 1 mars 1992      |
| (18386) 1992 EL35 | 2 mars 1992      |

| (18405) 1993 FY12 | 17 mars 1993     |
| (18406) 1993 FT14 | 17 mars 1993     |
| (18407) 1993 FQ24 | 21 mars 1993     |
| (18408) 1993 FP30 | 21 mars 1993     |
| (18409) 1993 FF36 | 19 mars 1993     |
| (18410) 1993 FC51 | 19 mars 1993     |
| (18411) 1993 FB82 | 19 mars 1993     |
| (19192) 1992 DY5  | 29 februari 1992 |
| (19193) 1992 DK6  | 29 februari 1992 |
| (19194) 1992 DG7  | 29 februari 1992 |
| (19195) 1992 DM7  | 29 februari 1992 |
| (19196) 1992 DQ7  | 29 februari 1992 |
| (19198) 1992 ED8  | 2 mars 1992      |
| (19212) 1993 FL18 | 17 mars 1993     |
| (19213) 1993 FF21 | 21 mars 1993     |
| (19214) 1993 FT22 | 21 mars 1993     |
| (19215) 1993 FS29 | 21 mars 1993     |
| (19216) 1993 FA37 | 19 mars 1993     |
| (19217) 1993 FE43 | 19 mars 1993     |
| (19218) 1993 FH49 | 19 mars 1993     |
| (20025) 1992 DU7  | 29 februari 1992 |
| (20026) 1992 EP11 | 6 mars 1992      |
| (20027) 1992 EY14 | 1 mars 1992      |
| (20028) 1992 EZ21 | 1 mars 1992      |
| (20029) 1992 EB24 | 2 mars 1992      |
| (20030) 1992 EN30 | 1 mars 1992      |
| (20045) 1993 FV11 | 17 mars 1993     |
| (20046) 1993 FE15 | 17 mars 1993     |
| (20047) 1993 FD18 | 17 mars 1993     |
| (20048) 1993 FF19 | 17 mars 1993     |
| (20049) 1993 FZ20 | 21 mars 1993     |
| (20050) 1993 FO21 | 21 mars 1993     |
| (20051) 1993 FE26 | 21 mars 1993     |
| (20052) 1993 FS27 | 21 mars 1993     |
| (20053) 1993 FK29 | 21 mars 1993     |
| (20054) 1993 FX37 | 19 mars 1993     |
| (20055) 1993 FB47 | 19 mars 1993     |
| (20056) 1993 FU64 | 21 mars 1993     |
| (21090) 1992 DZ6  | 29 februari 1992 |
| (21091) 1992 DK8  | 29 februari 1992 |
| (21092) 1992 EJ6  | 1 mars 1992      |
| (21093) 1992 EK6  | 1 mars 1992      |
| (21094) 1992 EP7  | 1 mars 1992      |
| (21095) 1992 EG11 | 6 mars 1992      |
| (21096) 1992 EZ11 | 6 mars 1992      |
| (21097) 1992 ER25 | 8 mars 1992      |
| (21098) 1992 EB27 | 2 mars 1992      |
| (21131) 1993 FQ7  | 17 mars 1993     |
| (21132) 1993 FN10 | 17 mars 1993     |
| (21133) 1993 FE11 | 17 mars 1993     |

| (21134) 1993 FE13 | 17 mars 1993     |
| (21135) 1993 FL14 | 17 mars 1993     |
| (21136) 1993 FH19 | 17 mars 1993     |
| (21137) 1993 FX20 | 21 mars 1993     |
| (21138) 1993 FS24 | 21 mars 1993     |
| (21139) 1993 FP26 | 21 mars 1993     |
| (21140) 1993 FN28 | 21 mars 1993     |
| (21141) 1993 FD30 | 21 mars 1993     |
| (21142) 1993 FV30 | 19 mars 1993     |
| (21143) 1993 FX31 | 19 mars 1993     |
| (21144) 1993 FA46 | 19 mars 1993     |
| (21145) 1993 FZ57 | 19 mars 1993     |
| (21146) 1993 FD67 | 21 mars 1993     |
| (21147) 1993 FV80 | 18 mars 1993     |
| (22332) 1992 DD8  | 29 februari 1992 |
| (22333) 1992 DG10 | 29 februari 1992 |
| (22334) 1992 ES6  | 1 mars 1992      |
| (22335) 1992 ED18 | 3 mars 1992      |
| (22336) 1992 EA19 | 1 mars 1992      |
| (22337) 1992 EV32 | 2 mars 1992      |
| (22358) 1993 FK11 | 17 mars 1993     |
| (22359) 1993 FR11 | 17 mars 1993     |
| (22360) 1993 FT11 | 17 mars 1993     |
| (22361) 1993 FN14 | 17 mars 1993     |
| (22362) 1993 FY19 | 17 mars 1993     |
| (22363) 1993 FX21 | 21 mars 1993     |
| (22364) 1993 FJ33 | 19 mars 1993     |
| (22365) 1993 FQ43 | 19 mars 1993     |
| (23505) 1992 EB4  | 1 mars 1992      |
| (23506) 1992 EC8  | 2 mars 1992      |
| (23507) 1992 EQ13 | 2 mars 1992      |
| (23508) 1992 ET14 | 1 mars 1992      |
| (23525) 1993 FS22 | 21 mars 1993     |
| (23526) 1993 FJ32 | 21 mars 1993     |
| (23527) 1993 FD37 | 19 mars 1993     |
| (23528) 1993 FQ38 | 19 mars 1993     |
| (23529) 1993 FR45 | 19 mars 1993     |
| (23530) 1993 FV45 | 19 mars 1993     |
| (23531) 1993 FN62 | 19 mars 1993     |
| (24733) 1992 DM9  | 29 februari 1992 |
| (24735) 1992 EU6  | 1 mars 1992      |
| (24736) 1992 EV8  | 2 mars 1992      |
| (24737) 1992 ED14 | 2 mars 1992      |
| (24738) 1992 EK14 | 2 mars 1992      |
| (24739) 1992 EB15 | 1 mars 1992      |
| (24740) 1992 EW16 | 1 mars 1992      |
| (24741) 1992 EW17 | 3 mars 1992      |
| (24765) 1993 FE8  | 17 mars 1993     |
| (24766) 1993 FW9  | 17 mars 1993     |
| (24767) 1993 FE12 | 17 mars 1993     |

| (24768) 1993 FC13 | 17 mars 1993     |
| (24769) 1993 FN24 | 21 mars 1993     |
| (24770) 1993 FG28 | 21 mars 1993     |
| (24771) 1993 FA32 | 19 mars 1993     |
| (24772) 1993 FL33 | 19 mars 1993     |
| (24773) 1993 FQ35 | 19 mars 1993     |
| (24774) 1993 FE38 | 19 mars 1993     |
| (24775) 1993 FT42 | 19 mars 1993     |
| (24776) 1993 FR43 | 19 mars 1993     |
| (26130) 1993 FQ11 | 17 mars 1993     |
| (26131) 1993 FE20 | 17 mars 1993     |
| (26132) 1993 FF24 | 21 mars 1993     |
| (26133) 1993 FS26 | 21 mars 1993     |
| (26134) 1993 FY34 | 19 mars 1993     |
| (26848) 1992 DB8  | 29 februari 1992 |
| (26859) 1993 FM8  | 17 mars 1993     |
| (26860) 1993 FX16 | 19 mars 1993     |
| (26861) 1993 FO20 | 19 mars 1993     |
| (26862) 1993 FE22 | 21 mars 1993     |
| (26863) 1993 FO22 | 21 mars 1993     |
| (26864) 1993 FT24 | 21 mars 1993     |
| (26865) 1993 FX29 | 21 mars 1993     |
| (26866) 1993 FW41 | 19 mars 1993     |
| (27778) 1992 DF6  | 29 februari 1992 |
| (27779) 1992 DY8  | 29 februari 1992 |
| (27780) 1992 ER18 | 1 mars 1992      |
| (27781) 1992 EE19 | 1 mars 1992      |
| (27782) 1992 EH24 | 2 mars 1992      |
| (27794) 1993 FY5  | 17 mars 1993     |
| (27795) 1993 FO12 | 17 mars 1993     |
| (27796) 1993 FK13 | 17 mars 1993     |
| (27797) 1993 FQ17 | 17 mars 1993     |
| (27798) 1993 FJ19 | 17 mars 1993     |
| (27799) 1993 FQ23 | 21 mars 1993     |
| (27800) 1993 FA28 | 21 mars 1993     |
| (27801) 1993 FS28 | 21 mars 1993     |
| (27802) 1993 FY30 | 19 mars 1993     |
| (27803) 1993 FU35 | 19 mars 1993     |
| (27804) 1993 FP38 | 19 mars 1993     |
| (27805) 1993 FJ40 | 19 mars 1993     |
| (27806) 1993 FS46 | 19 mars 1993     |
| (27807) 1993 FF49 | 19 mars 1993     |
| (27808) 1993 FT56 | 17 mars 1993     |
| (29224) 1992 DD7  | 29 februari 1992 |
| (29225) 1992 DW7  | 29 februari 1992 |
| (29226) 1992 DH8  | 29 februari 1992 |
| (29230) 1992 ED4  | 1 mars 1992      |
| (29231) 1992 EG4  | 1 mars 1992      |
| (29232) 1992 EH4  | 1 mars 1992      |
| (29233) 1992 EP6  | 1 mars 1992      |

| (29234) 1992 EC7  | 1 mars 1992      |
| (29235) 1992 EU13 | 2 mars 1992      |
| (29236) 1992 EB14 | 2 mars 1992      |
| (29237) 1992 EG14 | 2 mars 1992      |
| (29238) 1992 EE17 | 1 mars 1992      |
| (29239) 1992 EJ17 | 2 mars 1992      |
| (29255) 1993 FF4  | 17 mars 1993     |
| (29256) 1993 FC7  | 17 mars 1993     |
| (29257) 1993 FK10 | 17 mars 1993     |
| (29258) 1993 FX11 | 17 mars 1993     |
| (29259) 1993 FZ11 | 17 mars 1993     |
| (29260) 1993 FG12 | 17 mars 1993     |
| (29261) 1993 FS13 | 17 mars 1993     |
| (29262) 1993 FP14 | 17 mars 1993     |
| (29263) 1993 FY14 | 17 mars 1993     |
| (29264) 1993 FR17 | 17 mars 1993     |
| (29265) 1993 FV18 | 17 mars 1993     |
| (29266) 1993 FA20 | 17 mars 1993     |
| (29267) 1993 FD22 | 21 mars 1993     |
| (29268) 1993 FY22 | 21 mars 1993     |
| (29269) 1993 FD25 | 21 mars 1993     |
| (29270) 1993 FF28 | 21 mars 1993     |
| (29271) 1993 FF31 | 19 mars 1993     |
| (29272) 1993 FO31 | 19 mars 1993     |
| (29273) 1993 FO32 | 21 mars 1993     |
| (29274) 1993 FK33 | 19 mars 1993     |
| (29275) 1993 FM33 | 19 mars 1993     |
| (29276) 1993 FO33 | 19 mars 1993     |
| (29277) 1993 FB34 | 19 mars 1993     |
| (29278) 1993 FN34 | 17 mars 1993     |
| (29279) 1993 FC35 | 19 mars 1993     |
| (29280) 1993 FD36 | 19 mars 1993     |
| (29281) 1993 FJ38 | 19 mars 1993     |
| (29282) 1993 FM39 | 19 mars 1993     |
| (29283) 1993 FD40 | 19 mars 1993     |
| (29284) 1993 FL41 | 19 mars 1993     |
| (29285) 1993 FD42 | 19 mars 1993     |
| (29286) 1993 FA45 | 19 mars 1993     |
| (29287) 1993 FD49 | 19 mars 1993     |
| (29288) 1993 FJ51 | 19 mars 1993     |
| (29289) 1993 FM62 | 19 mars 1993     |
| (29290) 1993 FF84 | 24 mars 1993     |
| (30861) 1992 DS5  | 29 februari 1992 |
| (30862) 1992 DF10 | 29 februari 1992 |
| (30863) 1992 EA4  | 1 mars 1992      |
| (30864) 1992 EE6  | 1 mars 1992      |
| (30865) 1992 EH8  | 2 mars 1992      |
| (30866) 1992 EN8  | 2 mars 1992      |
| (30867) 1992 EL9  | 2 mars 1992      |
| (30868) 1992 ET10 | 6 mars 1992      |

| (30869) 1992 EU11 | 6 mars 1992      |
| (30870) 1992 EW15 | 1 mars 1992      |
| (30871) 1992 EG16 | 1 mars 1992      |
| (30872) 1992 EM17 | 2 mars 1992      |
| (30873) 1992 EN17 | 2 mars 1992      |
| (30874) 1992 EA23 | 1 mars 1992      |
| (30875) 1992 EX25 | 8 mars 1992      |
| (30876) 1992 EM27 | 4 mars 1992      |
| (30877) 1992 ES30 | 1 mars 1992      |
| (30889) 1993 FU6  | 17 mars 1993     |
| (30890) 1993 FB9  | 17 mars 1993     |
| (30891) 1993 FV14 | 17 mars 1993     |
| (30892) 1993 FR18 | 17 mars 1993     |
| (30893) 1993 FD19 | 17 mars 1993     |
| (30894) 1993 FD20 | 17 mars 1993     |
| (30895) 1993 FH23 | 21 mars 1993     |
| (30896) 1993 FX26 | 21 mars 1993     |
| (30897) 1993 FG29 | 21 mars 1993     |
| (30898) 1993 FJ29 | 21 mars 1993     |
| (30899) 1993 FL32 | 21 mars 1993     |
| (30900) 1993 FM34 | 17 mars 1993     |
| (30901) 1993 FU34 | 19 mars 1993     |
| (30902) 1993 FF35 | 19 mars 1993     |
| (30903) 1993 FU37 | 19 mars 1993     |
| (30904) 1993 FV41 | 19 mars 1993     |
| (30905) 1993 FC42 | 19 mars 1993     |
| (30906) 1993 FV44 | 19 mars 1993     |
| (30907) 1993 FD47 | 19 mars 1993     |
| (30908) 1993 FW47 | 19 mars 1993     |
| (30909) 1993 FZ49 | 19 mars 1993     |
| (30910) 1993 FP52 | 17 mars 1993     |
| (30911) 1993 FY75 | 21 mars 1993     |
| (30912) 1993 FP76 | 21 mars 1993     |
| (30913) 1993 FO77 | 21 mars 1993     |
| (30914) 1993 FV82 | 19 mars 1993     |
| (32828) 1992 DM8  | 29 februari 1992 |
| (32829) 1992 DT10 | 29 februari 1992 |
| (32830) 1992 DL11 | 29 februari 1992 |
| (32834) 1992 EO4  | 1 mars 1992      |
| (32835) 1992 EO5  | 1 mars 1992      |
| (32836) 1992 EC6  | 2 mars 1992      |
| (32837) 1992 EK7  | 1 mars 1992      |
| (32838) 1992 EL8  | 2 mars 1992      |
| (32839) 1992 EY8  | 2 mars 1992      |
| (32840) 1992 ED9  | 2 mars 1992      |
| (32841) 1992 EO9  | 2 mars 1992      |
| (32842) 1992 EO13 | 2 mars 1992      |
| (32843) 1992 EC18 | 3 mars 1992      |
| (32844) 1992 EN25 | 8 mars 1992      |
| (32860) 1993 FG5  | 17 mars 1993     |

| (32861) 1993 FM7  | 17 mars 1993     |
| (32862) 1993 FD10 | 17 mars 1993     |
| (32863) 1993 FP11 | 17 mars 1993     |
| (32864) 1993 FW15 | 17 mars 1993     |
| (32865) 1993 FQ16 | 17 mars 1993     |
| (32866) 1993 FW16 | 19 mars 1993     |
| (32867) 1993 FL20 | 19 mars 1993     |
| (32868) 1993 FM25 | 21 mars 1993     |
| (32869) 1993 FW26 | 21 mars 1993     |
| (32870) 1993 FD27 | 21 mars 1993     |
| (32871) 1993 FQ32 | 21 mars 1993     |
| (32872) 1993 FM36 | 19 mars 1993     |
| (32873) 1993 FS37 | 19 mars 1993     |
| (32874) 1993 FJ48 | 19 mars 1993     |
| (32875) 1993 FQ58 | 19 mars 1993     |
| (32876) 1993 FW60 | 19 mars 1993     |
| (32877) 1993 FU73 | 21 mars 1993     |
| (35114) 1992 DC7  | 29 februari 1992 |
| (35115) 1992 DN8  | 29 februari 1992 |
| (35116) 1992 DV8  | 29 februari 1992 |
| (35117) 1992 DN9  | 29 februari 1992 |
| (35118) 1992 EV5  | 2 mars 1992      |
| (35119) 1992 EY6  | 1 mars 1992      |
| (35120) 1992 EN7  | 1 mars 1992      |
| (35121) 1992 EP8  | 2 mars 1992      |
| (35122) 1992 ET15 | 1 mars 1992      |
| (35123) 1992 EB17 | 1 mars 1992      |
| (35124) 1992 EU21 | 1 mars 1992      |
| (35125) 1992 ED22 | 1 mars 1992      |
| (35126) 1992 EM25 | 6 mars 1992      |
| (35127) 1992 EQ26 | 2 mars 1992      |
| (35128) 1992 EG27 | 2 mars 1992      |
| (35129) 1992 EZ29 | 3 mars 1992      |
| (35146) 1993 FC9  | 17 mars 1993     |
| (35147) 1993 FD9  | 17 mars 1993     |
| (35148) 1993 FX15 | 17 mars 1993     |
| (35149) 1993 FG33 | 19 mars 1993     |
| (35150) 1993 FR41 | 19 mars 1993     |
| (35151) 1993 FQ50 | 19 mars 1993     |
| (35152) 1993 FG51 | 19 mars 1993     |
| (35153) 1993 FU52 | 17 mars 1993     |
| (35154) 1993 FF53 | 17 mars 1993     |
| (35155) 1993 FU58 | 19 mars 1993     |
| (35156) 1993 FH59 | 19 mars 1993     |
| (35157) 1993 FQ73 | 21 mars 1993     |
| (35158) 1993 FL82 | 19 mars 1993     |
| (37597) 1992 EH10 | 2 mars 1992      |
| (37598) 1992 EL17 | 2 mars 1992      |
| (37599) 1992 EH18 | 3 mars 1992      |
| (37600) 1992 EO20 | 2 mars 1992      |

| (37610) 1993 FP7  | 17 mars 1993     |
| (37611) 1993 FR29 | 21 mars 1993     |
| (37612) 1993 FJ37 | 19 mars 1993     |
| (37613) 1993 FE40 | 19 mars 1993     |
| (37614) 1993 FT47 | 19 mars 1993     |
| (37615) 1993 FX50 | 19 mars 1993     |
| (37616) 1993 FK82 | 19 mars 1993     |
| (39546) 1992 DT5  | 29 februari 1992 |
| (39547) 1992 DE7  | 29 februari 1992 |
| (39548) 1992 DA8  | 29 februari 1992 |
| (39550) 1992 ES4  | 1 mars 1992      |
| (39551) 1992 EW5  | 2 mars 1992      |
| (39552) 1992 EY7  | 2 mars 1992      |
| (39553) 1992 EO12 | 6 mars 1992      |
| (39554) 1992 EW19 | 1 mars 1992      |
| (39555) 1992 EY32 | 2 mars 1992      |
| (39573) 1993 FO4  | 17 mars 1993     |
| (39574) 1993 FM5  | 17 mars 1993     |
| (39575) 1993 FR5  | 17 mars 1993     |
| (39576) 1993 FO11 | 17 mars 1993     |
| (39577) 1993 FV12 | 17 mars 1993     |
| (39578) 1993 FV13 | 17 mars 1993     |
| (39579) 1993 FD16 | 17 mars 1993     |
| (39580) 1993 FF20 | 17 mars 1993     |
| (39581) 1993 FQ21 | 21 mars 1993     |
| (39582) 1993 FR21 | 21 mars 1993     |
| (39583) 1993 FN23 | 21 mars 1993     |
| (39584) 1993 FO23 | 21 mars 1993     |
| (39585) 1993 FJ26 | 21 mars 1993     |
| (39586) 1993 FW27 | 21 mars 1993     |
| (39587) 1993 FF30 | 21 mars 1993     |
| (39588) 1993 FZ37 | 19 mars 1993     |
| (39589) 1993 FL75 | 21 mars 1993     |
| (39590) 1993 FG76 | 21 mars 1993     |
| (42498) 1992 DG6  | 29 februari 1992 |
| (42503) 1993 FU4  | 17 mars 1993     |
| (42504) 1993 FC8  | 17 mars 1993     |
| (42505) 1993 FC20 | 17 mars 1993     |
| (42506) 1993 FA21 | 21 mars 1993     |
| (42507) 1993 FJ25 | 21 mars 1993     |
| (42508) 1993 FR30 | 21 mars 1993     |
| (42509) 1993 FV33 | 19 mars 1993     |
| (42510) 1993 FX55 | 17 mars 1993     |
| (42511) 1993 FD77 | 21 mars 1993     |
| (42512) 1993 FW81 | 18 mars 1993     |
| (43817) 1992 EF22 | 1 mars 1992      |
| (43818) 1992 ET32 | 2 mars 1992      |
| (43828) 1993 FB5  | 17 mars 1993     |
| (43829) 1993 FB19 | 17 mars 1993     |
| (43830) 1993 FZ21 | 21 mars 1993     |

| (43831) 1993 FP29 | 21 mars 1993     |
| (43832) 1993 FA33 | 19 mars 1993     |
| (43833) 1993 FF34 | 19 mars 1993     |
| (43834) 1993 FC45 | 19 mars 1993     |
| (43835) 1993 FM45 | 19 mars 1993     |
| (43836) 1993 FX45 | 19 mars 1993     |
| (43837) 1993 FN49 | 19 mars 1993     |
| (43838) 1993 FW49 | 19 mars 1993     |
| (43839) 1993 FC60 | 19 mars 1993     |
| (43840) 1993 FE76 | 21 mars 1993     |
| (46574) 1992 DE8  | 29 februari 1992 |
| (46575) 1992 DS9  | 29 februari 1992 |
| (46576) 1992 EP10 | 2 mars 1992      |
| (46577) 1992 EK12 | 6 mars 1992      |
| (46578) 1992 EC14 | 2 mars 1992      |
| (46579) 1992 EA26 | 8 mars 1992      |
| (46599) 1993 FP10 | 17 mars 1993     |
| (46600) 1993 FG14 | 17 mars 1993     |
| (46601) 1993 FV15 | 17 mars 1993     |
| (46602) 1993 FP34 | 19 mars 1993     |
| (46603) 1993 FY41 | 19 mars 1993     |
| (46604) 1993 FH56 | 17 mars 1993     |
| (48485) 1992 EX4  | 1 mars 1992      |
| (48486) 1992 EG5  | 1 mars 1992      |
| (48487) 1992 EY5  | 2 mars 1992      |
| (48488) 1992 EN12 | 6 mars 1992      |
| (48489) 1992 EZ28 | 2 mars 1992      |
| (48502) 1993 FL5  | 17 mars 1993     |
| (48503) 1993 FN6  | 17 mars 1993     |
| (48504) 1993 FK9  | 17 mars 1993     |
| (48505) 1993 FM10 | 17 mars 1993     |
| (48506) 1993 FO10 | 17 mars 1993     |
| (48507) 1993 FS11 | 17 mars 1993     |
| (48508) 1993 FF12 | 17 mars 1993     |
| (48509) 1993 FQ12 | 17 mars 1993     |
| (48510) 1993 FP13 | 17 mars 1993     |
| (48511) 1993 FR13 | 17 mars 1993     |
| (48512) 1993 FU15 | 17 mars 1993     |
| (48513) 1993 FB22 | 21 mars 1993     |
| (48514) 1993 FN22 | 21 mars 1993     |
| (48515) 1993 FO24 | 21 mars 1993     |
| (48516) 1993 FL25 | 21 mars 1993     |
| (48517) 1993 FR25 | 21 mars 1993     |
| (48518) 1993 FB29 | 21 mars 1993     |
| (48519) 1993 FC37 | 19 mars 1993     |
| (48520) 1993 FK45 | 19 mars 1993     |
| (48521) 1993 FV50 | 19 mars 1993     |
| (48522) 1993 FF54 | 17 mars 1993     |
| (48523) 1993 FY55 | 17 mars 1993     |
| (48524) 1993 FY78 | 21 mars 1993     |

| (52319) 1992 DP7  | 29 februari 1992 |
| (52320) 1992 DX7  | 29 februari 1992 |
| (52321) 1992 DO8  | 29 februari 1992 |
| (52322) 1992 DD9  | 29 februari 1992 |
| (52323) 1992 DP9  | 29 februari 1992 |
| (52324) 1992 DV9  | 29 februari 1992 |
| (52326) 1992 EL7  | 1 mars 1992      |
| (52327) 1992 EK9  | 2 mars 1992      |
| (52328) 1992 EK11 | 6 mars 1992      |
| (52329) 1992 ER12 | 1 mars 1992      |
| (52330) 1992 EA15 | 1 mars 1992      |
| (52331) 1992 EC15 | 1 mars 1992      |
| (52332) 1992 EZ19 | 1 mars 1992      |
| (52333) 1992 EE22 | 1 mars 1992      |
| (52346) 1993 FG8  | 17 mars 1993     |
| (52347) 1993 FL9  | 17 mars 1993     |
| (52348) 1993 FH12 | 17 mars 1993     |
| (52349) 1993 FK15 | 17 mars 1993     |
| (52350) 1993 FH16 | 17 mars 1993     |
| (52351) 1993 FN17 | 17 mars 1993     |
| (52352) 1993 FU18 | 17 mars 1993     |
| (52353) 1993 FP19 | 17 mars 1993     |
| (52354) 1993 FF22 | 21 mars 1993     |
| (52355) 1993 FD24 | 21 mars 1993     |
| (52356) 1993 FP25 | 21 mars 1993     |
| (52357) 1993 FK26 | 21 mars 1993     |
| (52358) 1993 FQ26 | 21 mars 1993     |
| (52359) 1993 FM27 | 21 mars 1993     |
| (52360) 1993 FC30 | 21 mars 1993     |
| (52361) 1993 FT30 | 21 mars 1993     |
| (52362) 1993 FS31 | 19 mars 1993     |
| (52363) 1993 FP37 | 19 mars 1993     |
| (52364) 1993 FG38 | 19 mars 1993     |
| (52365) 1993 FS38 | 19 mars 1993     |
| (52366) 1993 FN39 | 19 mars 1993     |
| (52367) 1993 FO39 | 19 mars 1993     |
| (52368) 1993 FQ44 | 21 mars 1993     |
| (52369) 1993 FH46 | 19 mars 1993     |
| (52370) 1993 FQ48 | 19 mars 1993     |
| (52371) 1993 FV49 | 19 mars 1993     |
| (52372) 1993 FE50 | 19 mars 1993     |
| (52373) 1993 FO50 | 19 mars 1993     |
| (52374) 1993 FS50 | 19 mars 1993     |
| (52375) 1993 FV53 | 17 mars 1993     |
| (52376) 1993 FW69 | 21 mars 1993     |
| (52377) 1993 FH78 | 21 mars 1993     |
| (52378) 1993 FC81 | 18 mars 1993     |
| (52379) 1993 FL81 | 18 mars 1993     |
| (55763) 1992 DO7  | 29 februari 1992 |
| (55765) 1992 EN4  | 1 mars 1992      |

| (55766) 1992 EL6  | 1 mars 1992      |
| (55767) 1992 EW10 | 6 mars 1992      |
| (55774) 1993 FA8  | 17 mars 1993     |
| (55775) 1993 FY10 | 19 mars 1993     |
| (55776) 1993 FH14 | 17 mars 1993     |
| (55777) 1993 FC17 | 19 mars 1993     |
| (55778) 1993 FW23 | 21 mars 1993     |
| (55779) 1993 FX23 | 21 mars 1993     |
| (55780) 1993 FQ34 | 19 mars 1993     |
| (55781) 1993 FN36 | 19 mars 1993     |
| (55782) 1993 FF41 | 19 mars 1993     |
| (55783) 1993 FZ43 | 19 mars 1993     |
| (55784) 1993 FK74 | 21 mars 1993     |
| (55785) 1993 FF80 | 17 mars 1993     |
| (58193) 1992 DL6  | 29 februari 1992 |
| (58194) 1992 DR6  | 29 februari 1992 |
| (58195) 1992 DH7  | 29 februari 1992 |
| (58199) 1992 EC5  | 1 mars 1992      |
| (58200) 1992 EV6  | 1 mars 1992      |
| (58201) 1992 ED7  | 1 mars 1992      |
| (58202) 1992 EO7  | 1 mars 1992      |
| (58203) 1992 EC9  | 2 mars 1992      |
| (58204) 1992 EK10 | 2 mars 1992      |
| (58205) 1992 EX12 | 1 mars 1992      |
| (58206) 1992 ER13 | 2 mars 1992      |
| (58207) 1992 EF14 | 2 mars 1992      |
| (58208) 1992 EX16 | 1 mars 1992      |
| (58209) 1992 EH19 | 1 mars 1992      |
| (58210) 1992 EW21 | 1 mars 1992      |
| (58222) 1993 FA18 | 17 mars 1993     |
| (58223) 1993 FO18 | 17 mars 1993     |
| (58224) 1993 FM20 | 19 mars 1993     |
| (58225) 1993 FY20 | 21 mars 1993     |
| (58226) 1993 FW22 | 21 mars 1993     |
| (58227) 1993 FB26 | 21 mars 1993     |
| (58228) 1993 FL26 | 21 mars 1993     |
| (58229) 1993 FZ27 | 21 mars 1993     |
| (58230) 1993 FR39 | 19 mars 1993     |
| (58231) 1993 FQ40 | 19 mars 1993     |
| (58232) 1993 FD41 | 19 mars 1993     |
| (58233) 1993 FN50 | 19 mars 1993     |
| (58234) 1993 FY50 | 19 mars 1993     |
| (58235) 1993 FW52 | 17 mars 1993     |
| (58236) 1993 FK56 | 17 mars 1993     |
| (58237) 1993 FR66 | 21 mars 1993     |
| (58238) 1993 FH77 | 21 mars 1993     |
| (58239) 1993 FS77 | 21 mars 1993     |
| (58240) 1993 FV81 | 18 mars 1993     |
| (65702) 1992 EK4  | 1 mars 1992      |
| (65703) 1992 EY4  | 1 mars 1992      |

| (65704) 1992 ED16 | 1 mars 1992      |
| (65719) 1993 FY17 | 17 mars 1993     |
| (65720) 1993 FN19 | 17 mars 1993     |
| (65721) 1993 FV28 | 21 mars 1993     |
| (65722) 1993 FY35 | 19 mars 1993     |
| (65723) 1993 FO45 | 19 mars 1993     |
| (65724) 1993 FV46 | 19 mars 1993     |
| (65725) 1993 FB52 | 17 mars 1993     |
| (65726) 1993 FL60 | 19 mars 1993     |
| (65727) 1993 FY70 | 21 mars 1993     |
| (69297) 1992 DT8  | 29 februari 1992 |
| (69298) 1992 DR9  | 29 februari 1992 |
| (69299) 1992 EW6  | 1 mars 1992      |
| (69300) 1992 EH7  | 1 mars 1992      |
| (69301) 1992 ES8  | 2 mars 1992      |
| (69302) 1992 EZ10 | 6 mars 1992      |
| (69303) 1992 EM13 | 2 mars 1992      |
| (69304) 1992 EA14 | 2 mars 1992      |
| (69305) 1992 EJ14 | 2 mars 1992      |
| (69306) 1992 EN29 | 3 mars 1992      |
| (69316) 1993 FP8  | 17 mars 1993     |
| (69317) 1993 FB20 | 17 mars 1993     |
| (69318) 1993 FQ20 | 19 mars 1993     |
| (69319) 1993 FA29 | 21 mars 1993     |
| (69320) 1993 FJ30 | 21 mars 1993     |
| (69321) 1993 FH34 | 19 mars 1993     |
| (69322) 1993 FX41 | 19 mars 1993     |
| (69323) 1993 FZ41 | 19 mars 1993     |
| (69324) 1993 FY46 | 19 mars 1993     |
| (69325) 1993 FP48 | 19 mars 1993     |
| (69326) 1993 FU49 | 19 mars 1993     |
| (69327) 1993 FJ60 | 19 mars 1993     |
| (69328) 1993 FY80 | 18 mars 1993     |
| (73709) 1992 DV7  | 29 februari 1992 |
| (73710) 1992 EL21 | 4 mars 1992      |
| (73711) 1992 EW24 | 4 mars 1992      |
| (73720) 1993 FR9  | 17 mars 1993     |
| (73721) 1993 FZ14 | 17 mars 1993     |
| (73722) 1993 FK18 | 17 mars 1993     |
| (73723) 1993 FJ20 | 19 mars 1993     |
| (73724) 1993 FA25 | 21 mars 1993     |
| (73725) 1993 FC27 | 21 mars 1993     |
| (73726) 1993 FD29 | 21 mars 1993     |
| (73727) 1993 FT39 | 19 mars 1993     |
| (73728) 1993 FP40 | 19 mars 1993     |
| (73729) 1993 FH41 | 19 mars 1993     |
| (73730) 1993 FL46 | 19 mars 1993     |
| (73731) 1993 FS47 | 19 mars 1993     |
| (73732) 1993 FH60 | 19 mars 1993     |
| (73733) 1993 FD83 | 19 mars 1993     |

| (79145) 1992 EL13 | 2 mars 1992      |
| (79153) 1993 FV4  | 17 mars 1993     |
| (79154) 1993 FF5  | 17 mars 1993     |
| (79155) 1993 FN8  | 17 mars 1993     |
| (79156) 1993 FA12 | 17 mars 1993     |
| (79157) 1993 FE16 | 17 mars 1993     |
| (79158) 1993 FB17 | 19 mars 1993     |
| (79159) 1993 FP17 | 17 mars 1993     |
| (79160) 1993 FO19 | 17 mars 1993     |
| (79161) 1993 FW19 | 17 mars 1993     |
| (79162) 1993 FU20 | 19 mars 1993     |
| (79163) 1993 FK24 | 21 mars 1993     |
| (79164) 1993 FE27 | 21 mars 1993     |
| (79165) 1993 FR27 | 21 mars 1993     |
| (79166) 1993 FU29 | 21 mars 1993     |
| (79167) 1993 FM32 | 21 mars 1993     |
| (79168) 1993 FP33 | 19 mars 1993     |
| (79169) 1993 FY33 | 19 mars 1993     |
| (79170) 1993 FT34 | 19 mars 1993     |
| (79171) 1993 FM37 | 19 mars 1993     |
| (79172) 1993 FX38 | 19 mars 1993     |
| (79173) 1993 FE41 | 19 mars 1993     |
| (79174) 1993 FC46 | 19 mars 1993     |
| (79175) 1993 FU47 | 19 mars 1993     |
| (79176) 1993 FA50 | 19 mars 1993     |
| (79177) 1993 FG50 | 19 mars 1993     |
| (79178) 1993 FN54 | 17 mars 1993     |
| (79179) 1993 FX56 | 17 mars 1993     |
| (79180) 1993 FR62 | 19 mars 1993     |
| (79181) 1993 FT75 | 21 mars 1993     |
| (79182) 1993 FS82 | 19 mars 1993     |
| (85202) 1992 DR11 | 29 februari 1992 |
| (85203) 1992 EE5  | 1 mars 1992      |
| (85204) 1992 EX5  | 2 mars 1992      |
| (85205) 1992 EM6  | 1 mars 1992      |
| (85206) 1992 EQ7  | 1 mars 1992      |
| (85207) 1992 EB19 | 1 mars 1992      |
| (85208) 1992 EG20 | 1 mars 1992      |
| (85218) 1993 FW5  | 17 mars 1993     |
| (85219) 1993 FM9  | 17 mars 1993     |
| (85220) 1993 FY11 | 17 mars 1993     |
| (85221) 1993 FX13 | 17 mars 1993     |
| (85222) 1993 FO14 | 17 mars 1993     |
| (85223) 1993 FU22 | 21 mars 1993     |
| (85224) 1993 FT28 | 21 mars 1993     |
| (85225) 1993 FP31 | 19 mars 1993     |
| (85226) 1993 FQ37 | 19 mars 1993     |
| (85227) 1993 FT40 | 19 mars 1993     |
| (85228) 1993 FU45 | 19 mars 1993     |
| (85229) 1993 FU46 | 19 mars 1993     |

| (85230) 1993 FM52  | 17 mars 1993     |
| (85231) 1993 FR52  | 17 mars 1993     |
| (85232) 1993 FT52  | 17 mars 1993     |
| (85233) 1993 FA53  | 17 mars 1993     |
| (90727) 1992 DP5   | 29 februari 1992 |
| (90728) 1992 EW8   | 2 mars 1992      |
| (90729) 1992 ED21  | 2 mars 1992      |
| (90730) 1992 EO23  | 2 mars 1992      |
| (90734) 1993 FW6   | 17 mars 1993     |
| (90735) 1993 FC10  | 17 mars 1993     |
| (90736) 1993 FB15  | 17 mars 1993     |
| (90737) 1993 FQ15  | 17 mars 1993     |
| (90738) 1993 FP21  | 21 mars 1993     |
| (90739) 1993 FM31  | 19 mars 1993     |
| (90740) 1993 FZ31  | 19 mars 1993     |
| (90741) 1993 FE36  | 19 mars 1993     |
| (90742) 1993 FX44  | 19 mars 1993     |
| (90743) 1993 FE58  | 19 mars 1993     |
| (90744) 1993 FT80  | 18 mars 1993     |
| (96196) 1992 EQ4   | 1 mars 1992      |
| (96197) 1992 EF6   | 1 mars 1992      |
| (96198) 1992 EF13  | 2 mars 1992      |
| (96199) 1992 EY24  | 4 mars 1992      |
| (96207) 1993 FK4   | 17 mars 1993     |
| (96208) 1993 FY6   | 17 mars 1993     |
| (96209) 1993 FA9   | 17 mars 1993     |
| (96210) 1993 FR14  | 17 mars 1993     |
| (96211) 1993 FU23  | 21 mars 1993     |
| (96212) 1993 FK27  | 21 mars 1993     |
| (96213) 1993 FZ30  | 19 mars 1993     |
| (96214) 1993 FB42  | 19 mars 1993     |
| (100057) 1992 DE10 | 29 februari 1992 |
| (100059) 1992 EE4  | 1 mars 1992      |
| (100060) 1992 ET4  | 1 mars 1992      |
| (100061) 1992 EL5  | 1 mars 1992      |
| (100062) 1992 EH9  | 2 mars 1992      |
| (100063) 1992 EY13 | 2 mars 1992      |
| (100064) 1992 EL20 | 1 mars 1992      |
| (100065) 1992 ES25 | 8 mars 1992      |
| (100066) 1992 EV25 | 8 mars 1992      |
| (100067) 1992 EY26 | 2 mars 1992      |
| (100068) 1992 EH28 | 8 mars 1992      |
| (100069) 1992 ED29 | 2 mars 1992      |
| (100070) 1992 EX29 | 3 mars 1992      |
| (100071) 1992 ET30 | 1 mars 1992      |
| (100072) 1992 EY30 | 1 mars 1992      |
| (100073) 1992 EV31 | 1 mars 1992      |
| (100090) 1993 FX5  | 17 mars 1993     |
| (100091) 1993 FT6  | 17 mars 1993     |
| (100092) 1993 FK8  | 17 mars 1993     |

| (100093) 1993 FL10 | 17 mars 1993     |
| (100094) 1993 FJ13 | 17 mars 1993     |
| (100095) 1993 FN13 | 17 mars 1993     |
| (100096) 1993 FG18 | 17 mars 1993     |
| (100097) 1993 FK19 | 17 mars 1993     |
| (100098) 1993 FZ19 | 17 mars 1993     |
| (100099) 1993 FG21 | 21 mars 1993     |
| (100100) 1993 FB25 | 21 mars 1993     |
| (100101) 1993 FZ28 | 21 mars 1993     |
| (100102) 1993 FU30 | 19 mars 1993     |
| (100103) 1993 FC33 | 19 mars 1993     |
| (100104) 1993 FQ33 | 19 mars 1993     |
| (100105) 1993 FK35 | 19 mars 1993     |
| (100106) 1993 FW35 | 19 mars 1993     |
| (100107) 1993 FH39 | 19 mars 1993     |
| (100108) 1993 FF45 | 19 mars 1993     |
| (100109) 1993 FN46 | 19 mars 1993     |
| (100110) 1993 FV47 | 19 mars 1993     |
| (100111) 1993 FA51 | 19 mars 1993     |
| (100112) 1993 FM57 | 17 mars 1993     |
| (100113) 1993 FW73 | 21 mars 1993     |
| (100114) 1993 FQ82 | 19 mars 1993     |
| (118177) 1992 EZ13 | 2 mars 1992      |
| (118179) 1993 FC6  | 17 mars 1993     |
| (118180) 1993 FF6  | 17 mars 1993     |
| (118181) 1993 FD7  | 17 mars 1993     |
| (118182) 1993 FH18 | 17 mars 1993     |
| (118183) 1993 FQ22 | 21 mars 1993     |
| (118184) 1993 FX22 | 21 mars 1993     |
| (118185) 1993 FF29 | 21 mars 1993     |
| (120469) 1992 DG9  | 29 februari 1992 |
| (120470) 1992 DY10 | 29 februari 1992 |
| (120472) 1992 ET7  | 1 mars 1992      |
| (120473) 1992 EE9  | 2 mars 1992      |
| (120474) 1992 EH14 | 2 mars 1992      |
| (120475) 1992 EF16 | 1 mars 1992      |
| (120476) 1992 EB31 | 1 mars 1992      |
| (120484) 1993 FR7  | 17 mars 1993     |
| (120485) 1993 FW7  | 17 mars 1993     |
| (120486) 1993 FG11 | 17 mars 1993     |
| (120487) 1993 FP12 | 17 mars 1993     |
| (120488) 1993 FZ16 | 19 mars 1993     |
| (120489) 1993 FL19 | 17 mars 1993     |
| (120490) 1993 FA24 | 21 mars 1993     |
| (120491) 1993 FM29 | 21 mars 1993     |
| (120492) 1993 FO30 | 21 mars 1993     |
| (120493) 1993 FJ45 | 19 mars 1993     |
| (120494) 1993 FZ45 | 19 mars 1993     |
| (120495) 1993 FZ46 | 19 mars 1993     |
| (120496) 1993 FB50 | 19 mars 1993     |

| (120497) 1993 FF50 | 19 mars 1993     |
| (120498) 1993 FD53 | 17 mars 1993     |
| (129456) 1992 DR7  | 29 februari 1992 |
| (129457) 1992 EH5  | 1 mars 1992      |
| (129458) 1992 EQ6  | 1 mars 1992      |
| (129459) 1992 ED10 | 2 mars 1992      |
| (129461) 1993 FJ5  | 17 mars 1993     |
| (129462) 1993 FU9  | 17 mars 1993     |
| (129463) 1993 FA10 | 17 mars 1993     |
| (129464) 1993 FF23 | 21 mars 1993     |
| (129465) 1993 FC41 | 19 mars 1993     |
| (129466) 1993 FM44 | 19 mars 1993     |
| (129467) 1993 FM47 | 19 mars 1993     |
| (129468) 1993 FZ52 | 17 mars 1993     |
| (129469) 1993 FU69 | 21 mars 1993     |
| (134349) 1993 FC19 | 17 mars 1993     |
| (134350) 1993 FH33 | 19 mars 1993     |
| (136583) 1992 DL9  | 29 februari 1992 |
| (136584) 1992 EE28 | 8 mars 1992      |
| (136587) 1993 FM4  | 17 mars 1993     |
| (136588) 1993 FF7  | 17 mars 1993     |
| (136589) 1993 FD8  | 17 mars 1993     |
| (136590) 1993 FE14 | 17 mars 1993     |
| (136591) 1993 FN18 | 17 mars 1993     |
| (136592) 1993 FE19 | 17 mars 1993     |
| (136593) 1993 FX19 | 17 mars 1993     |
| (136594) 1993 FK28 | 21 mars 1993     |
| (136595) 1993 FH29 | 21 mars 1993     |
| (136596) 1993 FG30 | 21 mars 1993     |
| (136597) 1993 FA31 | 19 mars 1993     |
| (136598) 1993 FJ31 | 19 mars 1993     |
| (136599) 1993 FR37 | 19 mars 1993     |
| (136600) 1993 FL38 | 19 mars 1993     |
| (136601) 1993 FC49 | 19 mars 1993     |
| (145714) 1992 DK7  | 29 februari 1992 |
| (145715) 1992 DX10 | 29 februari 1992 |
| (145716) 1993 FC23 | 21 mars 1993     |
| (145717) 1993 FQ41 | 19 mars 1993     |
| (145718) 1993 FT57 | 19 mars 1993     |
| (145719) 1993 FG81 | 18 mars 1993     |
| (147953) 1993 FB75 | 21 mars 1993     |
| (150116) 1993 FE33 | 19 mars 1993     |
| (150117) 1993 FF43 | 19 mars 1993     |
| (152566) 1993 FH17 | 17 mars 1993     |
| (152567) 1993 FF32 | 19 mars 1993     |
| (152568) 1993 FN33 | 19 mars 1993     |
| (152569) 1993 FH50 | 19 mars 1993     |
| (152570) 1993 FL69 | 21 mars 1993     |
| (155378) 1993 FF9  | 17 mars 1993     |
| (155379) 1993 FP50 | 19 mars 1993     |

| (155380) 1993 FU56 | 17 mars 1993     |
| (155381) 1993 FY64 | 21 mars 1993     |
| (157792) 1993 FT10 | 19 mars 1993     |
| (162006) 1993 FU16 | 19 mars 1993     |
| (162007) 1993 FC32 | 19 mars 1993     |
| (164619) 1992 EF4  | 1 mars 1992      |
| (164622) 1993 FN5  | 17 mars 1993     |
| (164623) 1993 FR38 | 19 mars 1993     |
| (164624) 1993 FK44 | 19 mars 1993     |
| (168322) 1992 EX7  | 2 mars 1992      |
| (168323) 1992 ED23 | 1 mars 1992      |
| (168324) 1993 FA19 | 17 mars 1993     |
| (168325) 1993 FT27 | 21 mars 1993     |
| (168326) 1993 FJ59 | 19 mars 1993     |
| (168327) 1993 FZ60 | 19 mars 1993     |
| (173123) 1993 FB35 | 19 mars 1993     |
| (173124) 1993 FX47 | 19 mars 1993     |
| (175663) 1993 FD48 | 19 mars 1993     |
| (178295) 1992 DJ6  | 29 februari 1992 |
| (178297) 1993 FK31 | 19 mars 1993     |
| (178298) 1993 FT51 | 17 mars 1993     |
| (178299) 1993 FU53 | 17 mars 1993     |
| (181707) 1992 EN6  | 1 mars 1992      |
| (181709) 1993 FD32 | 19 mars 1993     |
| (185659) 1993 FT45 | 19 mars 1993     |
| (187747) 1993 FS21 | 21 mars 1993     |
| (187748) 1993 FW33 | 19 mars 1993     |
| (187749) 1993 FC61 | 19 mars 1993     |
| (189410) 1993 FO51 | 17 mars 1993     |
| (190285) 1993 FH8  | 17 mars 1993     |
| (190286) 1993 FV9  | 17 mars 1993     |
| (190287) 1993 FR54 | 17 mars 1993     |
| (192297) 1992 DX9  | 29 februari 1992 |
| (192299) 1992 EW4  | 1 mars 1992      |
| (192303) 1993 FJ7  | 17 mars 1993     |
| (192304) 1993 FK40 | 19 mars 1993     |
| (192305) 1993 FE45 | 19 mars 1993     |
| (192306) 1993 FB80 | 17 mars 1993     |
| (200089) 1993 FY9  | 17 mars 1993     |
| (202891) 1992 EO10 | 2 mars 1992      |
| (204970) 1992 DQ6  | 29 februari 1992 |
| (204971) 1993 FG9  | 17 mars 1993     |
| (207948) 1993 FL12 | 17 mars 1993     |
| (207949) 1993 FX33 | 19 mars 1993     |
| (210457) 1993 FH9  | 17 mars 1993     |
| (210458) 1993 FV42 | 19 mars 1993     |
| (213003) 1992 EC23 | 1 mars 1992      |
| (219022) 1993 FP75 | 21 mars 1993     |
| (221947) 1992 DW9  | 29 februari 1992 |
| (221948) 1993 FO59 | 19 mars 1993     |

| (225280) 1993 FL17  | 17 mars 1993     |
| (225281) 1993 FL35  | 19 mars 1993     |
| (231669) 1993 FC50  | 19 mars 1993     |
| (233973) 1993 FX4   | 17 mars 1993     |
| (233974) 1993 FG45  | 19 mars 1993     |
| (237362) 1993 FY31  | 19 mars 1993     |
| (241566) 1993 FO9   | 17 mars 1993     |
| (257464) 1993 FC26  | 21 mars 1993     |
| (264260) 1993 FV35  | 19 mars 1993     |
| (267007) 1993 FD14  | 17 mars 1993     |
| (267008) 1993 FS62  | 19 mars 1993     |
| (270500) 2002 EY149 | 19 mars 1993     |
| (285083) 1992 DS8   | 29 februari 1992 |
| (285086) 1993 FA38  | 19 mars 1993     |
| (316652) 1992 EK13  | 2 mars 1992      |
| (328183) 2008 DN36  | 21 mars 1993     |
| (331450) 2012 HC16  | 1 mars 1992      |
| (336767) 2011 BU19  | 21 mars 1993     |
| (343927) 2011 KO9   | 19 mars 1993     |
| (347482) 1993 FQ19  | 17 mars 1993     |
| (376220) 2011 EG13  | 21 mars 1993     |
| (376537) 2012 TW9   | 21 mars 1993     |
| (437697) 2014 DQ32  | 31 augusti 1995  |